# 櫻川站 (滋賀縣)

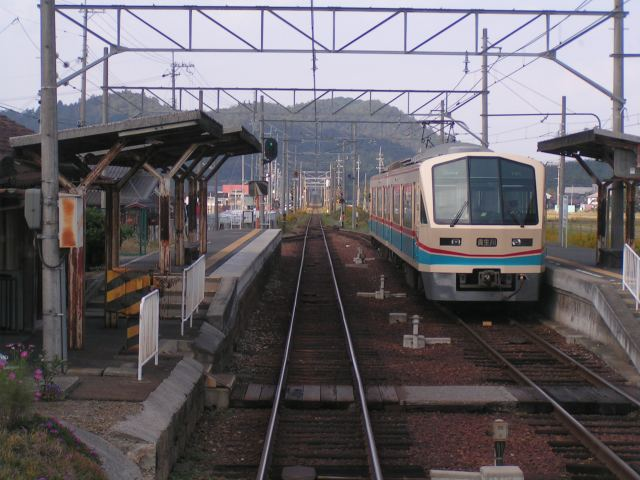
月台（2005年10月）

櫻川站（日语：／ Sakuragawa eki */?）是位於滋賀縣東近江市櫻川西町，屬於近江鐵道本線的車站。車站編號為OR28。

## 歷史
- 1900年（明治33年）10月1日 - 車站啟用。

## 車站構造
此站是地面車站，設有2面2線的相對式月台。在旅客資訊上沒有編排月台編號。站房一方的月台是上行月台（八日市方向），對面為下行月台（日野、貴生川方向）。在下行線中的上行方向設有出發信號機。
此站的站房在車站啟用時已經存在在2010年起，此站改為無人化，站內包括車站事務室的大部分地方都已經封閉，現時只有候車室還在使用。

## 使用狀況
根據「東近江市統計書」，以下為近年一日平均乘車人次。
| 年度   | 一日平均 乘車人次 |
| ------ | ----------------- |
| 2002年 | 98                |
| 2003年 | 102               |
| 2004年 | 122               |
| 2005年 | 136               |
| 2006年 | 147               |
| 2007年 | 141               |
| 2008年 | 122               |
| 2009年 | 143               |
| 2010年 | 138               |
| 2011年 | 156               |
| 2012年 | 175               |
| 2013年 | 176               |
| 2014年 | 167               |
| 2015年 | 153               |
| 2016年 | 135               |

## 車站周邊
- 東近江市立蒲生東小學
- 滋賀銀行（日语：滋賀銀行）櫻川分店
- 湖東信用金庫（日语：湖東信用金庫）蒲生分店
- 東近江市蒲生醫療中心（日语：東近江市蒲生医療センター）
- 東近江市政廳蒲生分所
- 蒲生郵局
- 石塔寺（日语：石塔寺）
- 佐久良川（日野川（日语：日野川 (滋賀県)）分支）

## 巴士路線
| 乘車處 | 乘車處                       | 系統   | 主要途經                   | 目的地           | 巴士公司     | 備註         |
| ------ | ---------------------------- | ------ | -------------------------- | ---------------- | ------------ | ------------ |
| 櫻川站 |                              | 長峰線 | 市子殿、宮川               | 長峰集會所       | 近江鐵道     | 只於早上行走 |
| 櫻川站 | 市子殿、市子松井             | 長峰線 | 長峰集會所                 | 日間以後行走     | 近江鐵道     |              |
| 櫻川站 |                              | 長峰線 | 京瓷前、茜古墳公園前、岩倉 | 近江八幡站南出口 | 近江鉄道     |              |
| 櫻川站 |                              | 櫻川線 | 連花寺、中之鄉             | 原               | 日野町營巴士 | 假日暫停服務 |
| 櫻川站 | 連花寺、中之鄉、日野町公所前 | 櫻川線 | 日野紀念醫院前             | 假日暫停服務     | 日野町營巴士 |              |

## 相鄰車站
近江鐵道
■本線（水口·蒲生野線）
京瓷前（OR28）－櫻川（OR29）－朝日大塚（OR30）

## 注腳
1. ↑  近江鉄道活性化計画その2 （页面存档备份，存于）（日語） 2012年3月策定 2014年2月3日參閲 4頁
2. ↑  . 中日新聞. 2020-06-13  [2020-06-16]. （原始内容存档于2021-10-01） （日语）.

## 外部連結
- 櫻川站 （页面存档备份，存于）（日語）（各站資訊）- 近江鐵道